# Parataeniophorus bertelseni
Parataeniophorus bertelseni is een straalvinnige vissensoort uit de familie van wondervinnigen (Mirapinnidae). De wetenschappelijke naam van de soort is voor het eerst geldig gepubliceerd in 1989 door Shiganova.